# Schinkel-Tabernakel von Großbeeren
Der Schinkel-Tabernakel von Großbeeren aus Fer de Berlin gehört zu einem Netzwerk von Denkmälern für die Gefallenen der Befreiungskriege, die der König Friedrich Wilhelm III. stiftete. Es steht in Großbeeren.

## Beschreibung
Das Denkmal für die siegreichen Schlachten gegen Napoleon wurde in Form eines gotischen Tabernakels 1817–18 durch die Königlich Preußische Eisengießerei gestaltet. Das Denkmal ist ca. 6 m hoch und 3,5 t schwer. Bekrönt wird es von einem Eisernen Kreuz, dessen Gestaltung, z. B. als Orden, auch auf Karl Friedrich Schinkel zurückgeht. Das Epitaph ist bewusst schlicht gewählt:
Die gefallenen

Helden ehrt dank-

bar König und

Vaterland.

Sie ruhn

in Frieden.

Gr. Beeren

den 23 ten August 1813.

## Geschichte
Das Denkmal wurde in Erinnerung an die Schlacht bei Großbeeren aufgestellt.
1853 wurde das Denkmal auf einen erhöhten Sockel gestellt, wie beim Schinkel-Tabernakel von Kulm. Bei der Restaurierung von 1982 wurde dieses wieder entfernt.

## Bilder

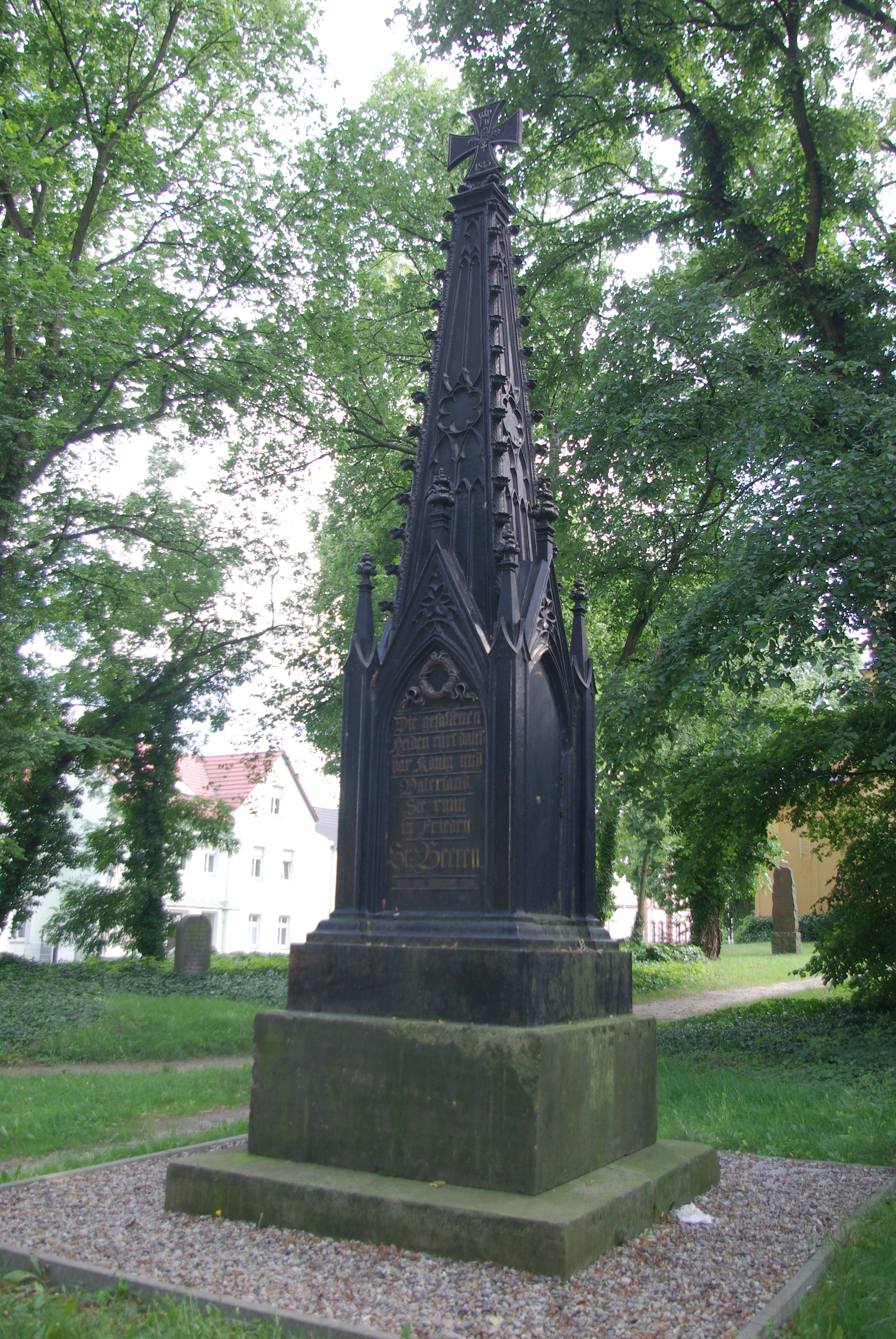
Der Schinkel-Tabernakel von Großbeeren
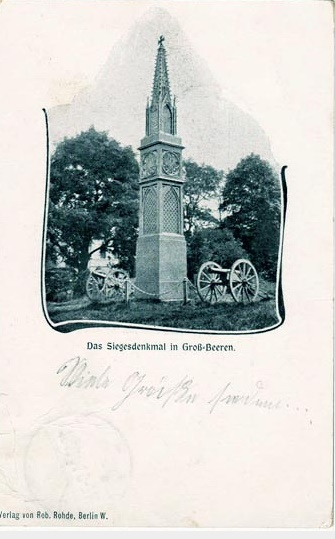
Der aufgestockte Schinkel-Tabernakel von Großbeeren 1904